# Scheloribates leleupi
Scheloribates leleupi är en kvalsterart som beskrevs av Balogh 1959. Scheloribates leleupi ingår i släktet Scheloribates och familjen Scheloribatidae. Inga underarter finns listade i Catalogue of Life.